# Kozłowo (powiat Nidzicki)
Kozłowo (Duits: Koslau) is een dorp in het Poolse woiwodschap Ermland-Mazurië, in het district Nidzicki. De plaats maakt deel uit van de gemeente Kozłowo en telt 3000 inwoners.

## Verkeer en vervoer
- Station Kozłowo